# Felix Holzmann
Felix Holzmann (8. července 1921 Teplice – 13. září 2002 Saská Kamenice) byl český komik německé národnosti.
Ve svých scénkách se proslavil postavou s výraznými kulatými brýlemi a slaměným kloboukem, tzv. tralaláčkem. Jeho vystoupení mělo většinou charakter dialogu, výjimečně monologu. Vytvořil typ natvrdlého chlapíka, kterému všechno dochází nezvykle dlouho, se zvláštním tázavým zpěvavým protahováním koncovek. Jeho texty byly precizně vystavěné, humor zpravidla těžil z nečekaného uchopení významu slov a slovních spojení (podobný styl měly scénky s Hlustvisihákem z pera Bedřicha Zelenky).

## Životopis
Narodil se v Teplicích, ale již v mládí se s rodiči přestěhoval do Litoměřic. Vystudoval obchodní školu v Ústí nad Labem, ale nakonec se začal věnovat divadlu. V severozápadní části Mírového náměstí v Litoměřicích se nachází dům jeho rodiny, kde prožil dětství. Dnes je na tomto domě umístěna jeho busta s malou pamětní deskou. Ve scénce Akvárium uvádí, že bydlí v Litoměřicích v ulici Máchova 44 (taková adresa tam ale neexistuje, ve skutečnosti bydlel na Mrázově 28).
Vzhledem k tomu, že byl ze Sudet a jeho rodiče se přihlásili k německé národnosti, musel v 19 letech za druhé světové války narukovat. Po absolvování polovojenské pracovní služby byl přidělen k námořnímu dělostřelectvu ve Wehrmachtu. Od roku 1941 pohyboval u Severního a Baltského moře v Gdaňsku, Gdyni a Kielu, kde zažil dva těžké nálety. Na čas byl převelen do Francie a od května 1944 působil na východní frontě v Estonsku a Lotyšsku. Podle vojenské karty nebojoval s nadšením a byl označen za nevhodného k povýšení. Podle tvrzení rodiny byl po konci války zajat Rudou armádou a strávil rok v gulagu. Tyto informace nebyly veřejnosti známé, byly však známe Státní bezpečnosti. Na veřejnost se dostaly až po jeho smrti.
V Ústí nad Labem se seznámil s Františkem Budínem, účetním a příležitostným konferenciérem, který se stal jeho dlouholetým jevištním partnerem. Pro Budínovu vytíženost v zaměstnání, kterého se nechtěl vzdát, přesídlil Holzmann později do Prahy, kde ve svých komických scénkách vystupoval i s profesionálními umělci, jako byli Viktor Maurer, Lubomír Lipský, Milan Neděla, Miloslav Šimek, Jan Borovička, Jiří Bruder, Zdeněk Dítě, ale i Karel Gott nebo Iva Janžurová.
V roce 1970 spáchala jeho první žena sebevraždu. Po této události začal působit také v Německé demokratické republice, kde vystupoval mj. v tehdejším populárním pořadu Ein Kessel Buntes a kde se seznámil se o 24 let mladší zpěvačkou a konferenciérkou Barbarou „Bärbel“ Greifovou, která se stala jeho uměleckou partnerkou a druhou ženou.
Po sňatku s ní žil trvale v Německu, ale do Československa se stále vracel a příležitostně vystupoval v Československé (později České) televizi. Roku 1993 si zahrál v televizní komedii Deset malých běloušků. V roce 1997 vystoupil na rockovém festivalu v Trutnově a několik let před svou smrtí ještě působil s manželkou v angažmá na zaoceánském parníku. Těsně před smrtí obdržel platinovou desku Supraphonu.
Zemřel v Saské Kamenici v Německu. Je pohřben na hřbitově v Litoměřicích.

## Po smrti
V roce 2008 vyšla literární koláž o životě Felixe Holzmanna, která je připomínkou Holzmannova osobitého humoru a popularity. Je nedokončeným rozhovorem Ondřeje Suchého s Felixem Holzmannem, doplněným vzpomínkami dcery a přátel, dopisy, fotografiemi z jeho soukromí, novinovými výstřižky a úryvky z estrádních vystoupení.

## Diskografie

### CD disky
- 10× Felix Holzmann. Supraphon, 1997. (71:10). Obsahuje: Ukulele, Svačina, Hřbitovní rozhovor, Křížovkáři, Náhodné setkání, Seznamka, Šachová koncovka, Statistika, V kině, Skleróza.
- Ještě 10× Felix Holzmann. Supraphon, 2002. (70:43). Akvárium, Vaše žena je podobná mé známé, Vzorný vrchní, Domácí úkol, Kolegové, Alibi, Rozvod, Astrologie, Židle, Reportáž s nakupujícím v Kotvě.
- Ztracený a nalezený. Supraphon, 2004. (54:21) Obsahuje: Anekdoty úvodem, Divácká soutěž, Anekdoty podruhé, Klíček, Ještě jednou anekdoty, Tak si na tom jevišti zůstaňte sám, Anekdoty nakonec.
- Huhulák a další známé i neznámé scénky a anekdoty. Praha: Supraphon, ℗2006. (58:17). Obsahuje: Dotazník – neviděli jste tu Františka Joudu?, Anekdoty 1–4, O manželce, Ryba, Rozhovor Zdeňka Podskalského s Felixem Holzmannem, Ukulele (Huhulák).
- Všechny šplechty. Praha: Supraphon, ℗2010. 5 CD.
- Včera, dnes a zítra. Praha: Česká televize, ℗2011. 3 CD. Edice České televize. Zábava.
- Šprechty Felixe Holzmanna: scénky a anekdoty. Praha: Supraphon, ℗2011. (71:24). Obsahuje: Ukulele (Huhulák), Svačina, Hřbitovní rozhovor, Křížovkáři (Průkopník), Náhodné setkání, Anekdoty 1–7.
- Nové scénky Felixe Holzmanna, aneb, Včera, dnes a zítra…: záznam představení Davida Šíra a Miroslava Reila z divadla Semafor. [Praha]: Popron music & publishing, ℗2015. 2 CD. (77:02; 62:05).

### Zvukové kazety
- Humoriády Felixe Holzmanna. Praha: Supraphon, ℗1991. (39:19).
- Humoriády. Kvíz. Rušený program. [Praha]: Supraphon, ℗1991.
- Felix Holzmann. 1. Praha: Supraphon, ℗1995. (37:15). Vybral a sestavil producent Jiří Tušl. Edice Nestárnoucí smích. Obsahuje: Ukulele, Kolegové, Vzorný vrchní, Svačina, Křížovkáři.
- Felix Holzmann. 2. Praha: Supraphon, ℗1995. (37:59). Obsahuje: Náhodné setkání, Akvárium, Hřbitovní rozhovor, Domácí úkol, Alibi.
- Felix Holzmann. 3. Praha: Supraphon Records, ℗1995. (66 min.). Výběr a sestava producent Jiří Tušl. Edice Nestárnoucí smích. Obsahuje: Skleróza, Židle, Seznamka, Šachová koncovka, Statistika, V kině, Astrologie, Rozvod.